# Giovanni Pellegrino
Giovanni Pellegrino (Lecce, 4 gennaio 1939) è un politico, giurista e storico italiano.

## Biografia
Sposato, due figli, laureato in giurisprudenza, avvocato amministrativista, è stato senatore della Repubblica dal 1990 al 2001 per il Partito Comunista Italiano e poi per il Partito Democratico della Sinistra, presidente della Commissione bicamerale d'inchiesta sulle stragi, della Giunta delle elezioni e delle immunità parlamentari e membro della Commissione Bicamerale sulla riforma istituzionale.
Esponente dei Democratici di Sinistra, fu eletto Presidente della provincia di Lecce nel turno elettorale del 2004 (elezioni del 12 e 13 giugno), raccogliendo il 51,8% dei voti in rappresentanza di una coalizione di centrosinistra e battendo il candidato della Casa delle Libertà Raffaele Baldassarre. Era sostenuto, in Consiglio provinciale, da una maggioranza costituita da DS, Margherita, SDI, Lista Pellegrino per il Salento, UDEUR, PRC, Unità Socialista, Verdi, Italia dei Valori, Comunisti Italiani.
Il mandato amministrativo è scaduto nel 2009 e Pellegrino non si è ricandidato.

## Opere
- Dieci anni di solitudine (Rubbettino 2023)
- La guerra civile, ISBN 88-17-00630-0 (Bur 2005)
- Segreto di Stato. La verità da Gladio al caso Moro (Einaudi 2000)
- Luci sulle stragi per la comprensione dell'eversione (Lupetti 1996)
- Cavallo Pazzo (Lupetti 1995)
- Il Processo Andreotti. Palermo chiama Roma (Lupetti 1995)